# ゆうれいシリーズ
『ゆうれいシリーズ』は、杉山径一の児童文学シリーズ。挿絵は全巻とも末崎茂樹が担当。

## 概要
元々は「邦男ちゃん」「きりこちゃん」「やぎちゃん」と呼ばれる3人の子供たちが、毎回違った怪奇現象に出くわし、それを解決していくという内容のシリーズだったが、やがて黒田という探偵経由できりこに調査協力の依頼が来て、他の2人がそれに同行するというパターンの話が増えていった。また、怪奇現象だけでなくクローニングやUMA（未確認動物）を扱った話も登場するようになる。従って幽霊がまったく関係ない巻もあるが、全巻ともタイトルには「ゆうれい」と付いている。
なお、作中の世界内でも、主人公たちの行動は書籍化されて発売されているという描写がある。

## シリーズ
1. 1987年 – ゆうれいエレベーター運転中
2. 1988年 – ゆうれい犬マンションにあらわる
3. 1990年 – ゆうれい別荘にようこそ
4. 1991年 – ゆうれい塾は大パニック!
5. 1991年 – ゆうれい島でキャンプをどうぞ
6. 1992年 – ゆうれい城にごしょうたい!
7. 1993年 – ゆうれい古代旅行(タイムトラベル)にようこそ
8. 1994年 – ゆうれいワープロるすばんちゅう
9. 1995年 – ゆうれい恐竜たんじょう中
10. 1995年 – ゆうれい写真さつえい中
11. 1996年 – ゆうれいUFOトラブル中
12. 1997年 – ゆうれい雪男がよんでいる
13. 1997年 – ゆうれい人形をみたね!
14. 1999年 – ゆうれい恐竜にまた会う日
15. 2002年 – ゆうれい新幹線途中下車!
16. 2002年 – ゆうれい小学校で会いましょう
17. 2004年 – ゆうれい船の宝さがし

出版社のサイト内に『ゆうれい通信』という公式コーナーが存在したが、2008年現在はデッドリンクになっている。また単行本も全巻、絶版である。現時点での最終作である『~宝さがし』は、最終回らしい終わり方にはなっておらず、シリーズ終結宣言なども特に出ていない。
なお、シリーズ開始前の1986年に、ひさかたチャイルドから同じ作者の『ゆうれい電車を見た！』という作品が出ているが、本シリーズとは無関係である。

## 主な登場人物
畑野邦男(はたの くにお)
本シリーズの主人公で、語り手でもある。作中では「邦男ちゃん」と呼ばれる。横港市いづみ区というところにあるマンション「コーポみやま」に住む。小学5年生。牡牛座。特技は口真似。国語と理科と体育が得意。算数は普通。一人称は地の文・台詞共に「ぼく」だが、時折台詞で「おれ」と言う時もある。ケーキ・ハンバーグ・カレー・焼き芋が好物。
初期の作品では自転車パンク犯を見破るなどそれなりに活躍していたが、やがてきりこと同行して彼女の行動に驚くだけのストーリーテラーと化していった。
元々は人並みに怖がりであったはずだが、やがて免疫ができたのか、シリーズ後半では学校の銅像が動いても平然と受け止めるようになっていた。
「ゆうれい人形をみたね!」の巻で自分に手紙(内容は不明)をくれた大野ミチルという少女が気になっているようだ。ボキャブラリーセンスはかなり古く、きりこの勘の良さを「カン・ピューター」と呼んだり、地の文で親父ギャグを何度か言ったりしていた。
なお通っている学校名は、『ゆうれい塾～』では「西小」であったはずだが、『ゆうれい小学校～』では「市立有礼（ありのり）小学校」となっていた。
八木茂樹(やぎ しげき)
邦男の同級生で、親友。同じマンションに住んでおり、3年前からの付き合い。愛称は「やぎちゃん」。体型は太目で、食べることに目がない。国語と理科は好きだが体育は苦手。射手座。「ゆーれか塾」という学習塾に通っており、この塾をこよなく愛している。一人称は基本的に「おれ」。
邦男同様、シリーズ初期の頃は1人で偵察を行うなどそれなりに活躍の場はあったが、やはり後半ではきりこに同行して驚き、ギャーギャー叫ぶだけという役割が定着した。陽気な三枚目だが、他のメンバーの足を引っ張る行動も少なくなかった。やはり親父ギャグを度々言う。
村山小霧(むらやま さぎり)
邦男のマンションの隣室に住む中学2年生。面倒見の良い性格でマンションの子供たちから慕われており、「きりこちゃん」という愛称で呼ばれている。髪形はツインテール。
常に冷静で人並みはずれた観察力・推理力・勘を併せ持っており、動物の言葉もある程度理解できるらしい。
シリーズ後半では黒田を介して「きりこちゃんに調査をお願いしたい」という依頼が来ることも多かった。初期の頃は心霊写真を見て震えたりもしていたが、やはり免疫ができたのか幽霊もUMAも恐れなくなった。
公式サイトによると恋愛はしていないらしく、他人の色恋沙汰の話題に触れて顔を赤らめるシーンもある。
シリーズ後半ではほぼ毎回1人で事件を解決しており、実質主人公となっていた。前述の公式サイトでも、全キャラクターの中で真っ先に紹介特集が組まれたほどである。
黒田さなえ(くろだ-)
20代の女性。「ラビット探偵社」という探偵社の代表者。N県小国郡遠山町出身。愛車は赤のゴルフ。邦夫たちとは友人で、度々協力し合っていたが、作品を追うごとにきりこばかりに頼るようになり、シリーズ後半では殆ど一行のエージェント兼運転手と化していた。武道は一通りこなせるという設定で、作中では柔道と空手を披露している。「全てを疑え」「カッとなるな」を探偵の心得としている。「はーぶ」「にっきー」という2匹の犬を飼っている。恋人はいないらしい。家族に関しては、東京の私立大学に通う夏彦という弟が登場している。なぜか本物の拳銃も所有している。
ヒロセ
「ヒロセ探偵社」という探偵社に所属する、男の探偵。髪型はパンチパーマでサングラスをかけており、人相が悪い。所謂「ヤバい仕事」を行うことが多く、邦男たちの前に度々立ちふさがる。『ゆうれい古代旅行にようこそ』で警察に逮捕されたはずだが、その後のシリーズにも何食わぬ顔をして登場している。なお、『ゆうれい写真さつえい中』で同じ探偵社に所属するそっくりな顔の探偵が2人登場しているが、名前及びこのヒロセとの関係は不明。